# Horní Měcholupy
Horní Měcholupy est un quartier pragois situé dans le sud-est de la capitale tchèque, appartenant à l'arrondissement de Prague 15, d'une superficie de 225,1 hectares est un quartier de Prague. En 2018, la population était de 15 615 habitants.
La ville est devenue une partie de Prague en 1968.